# 上海华普汽车
上海華普汽車（Shanghai Maple Guorun Automobile, SMA、上海华普）是中国吉利控股集团有限公司的子公司，生产乘用机动车。

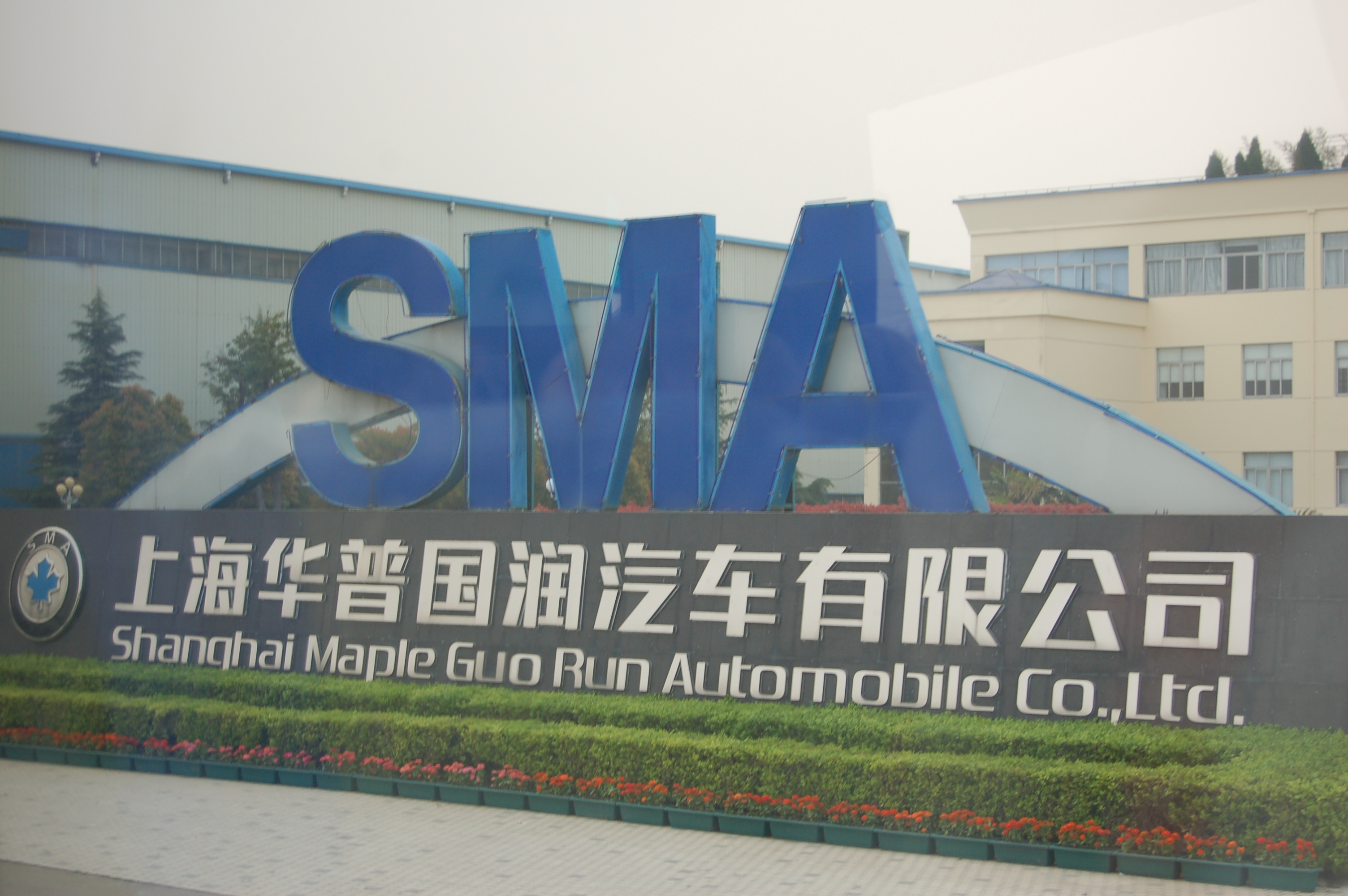
上海华普汽车公司

## 沿革
2000年開始生產汽車，2002年8月成為吉利控股集団旗下子公司，並於2008年將上海華普完全合併為吉利的預算品牌。
第一輛華普汽車以1990年代的雪铁龙ZX為藍本，於2003年夏季投產。
華普海鋒於在2005年法蘭克福車展上展出。
上海華普汽车于2007年開始出口到埃及，分别以C51（轿车）和C52销售。更具运动感的R80掀背車和R81轿车出口到俄羅斯和智利等市场。 吉利在2010年部分淘汰了上海華普的品牌，以廉价品牌吉利英倫取代。
2013年2月，上海華普和康迪汽車宣布他们已同意以50:50的比例成立合资企业浙江康迪电动汽车投资有限公司，初始注册资本为人民币10亿元（1.6亿美元），专注于研发在电动汽车的生产和销售。合资协议于2013年3月22日签署。
2020年吉利控股集团与康迪汽车成立的合资企业枫盛汽车的品牌枫叶汽车发布，该品牌继承了华普的“Maple”之名以及生产资质。

## 生産車種
- 2003年；海迅；五門掀背車
- 2004年；海峰；1.8 L 四門轎車
- 2005年；海炫；四門轎車
- 2009年；海景 — 四門轎車

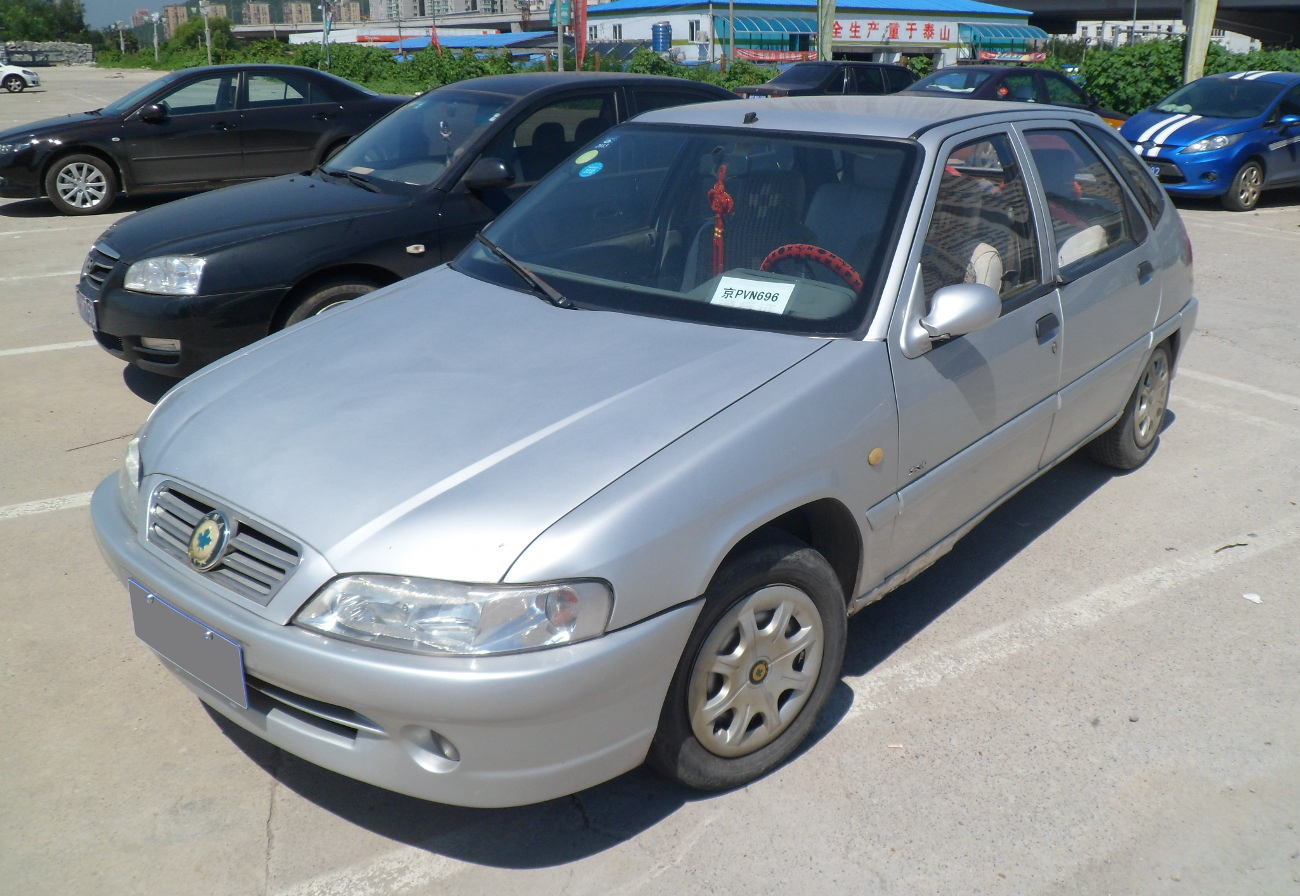
華普飆風
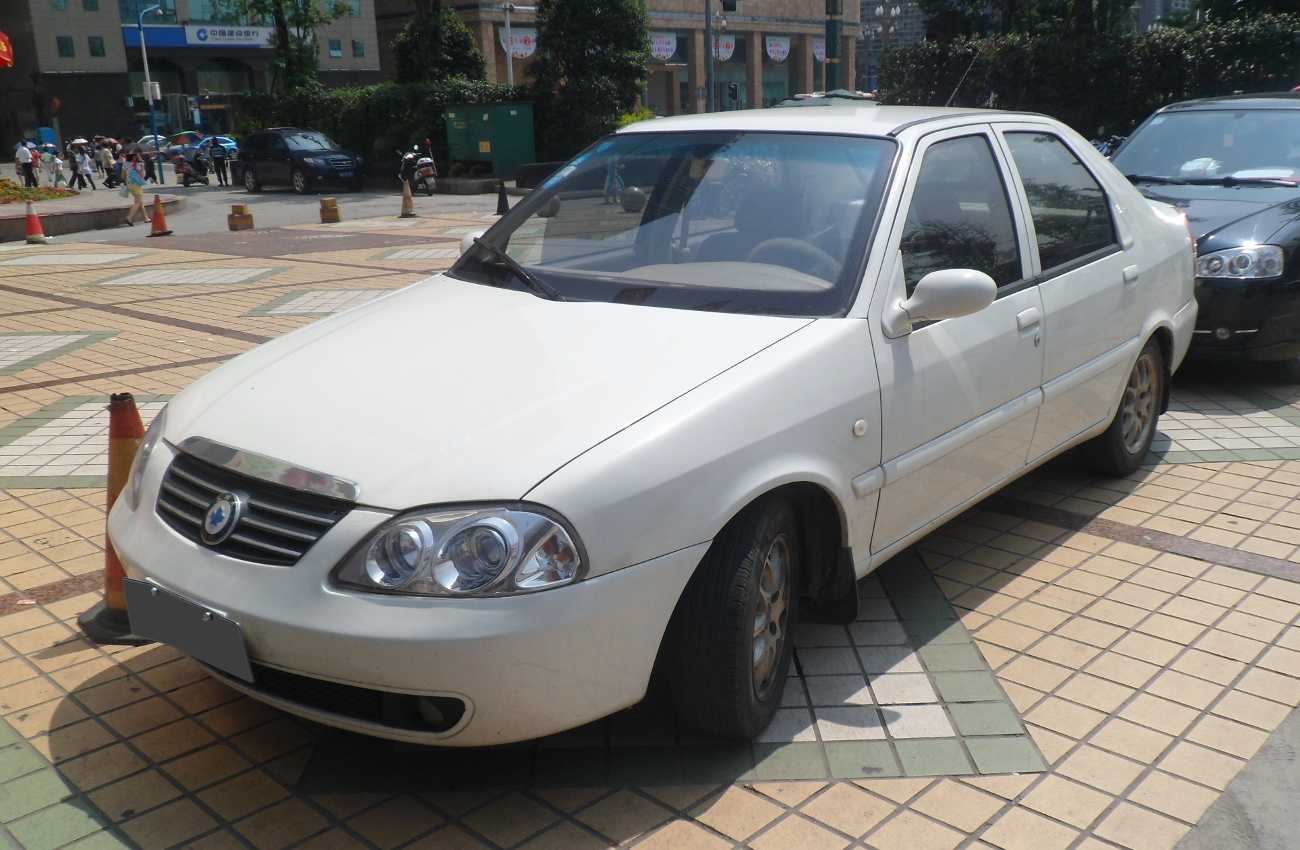
華普海域轎車
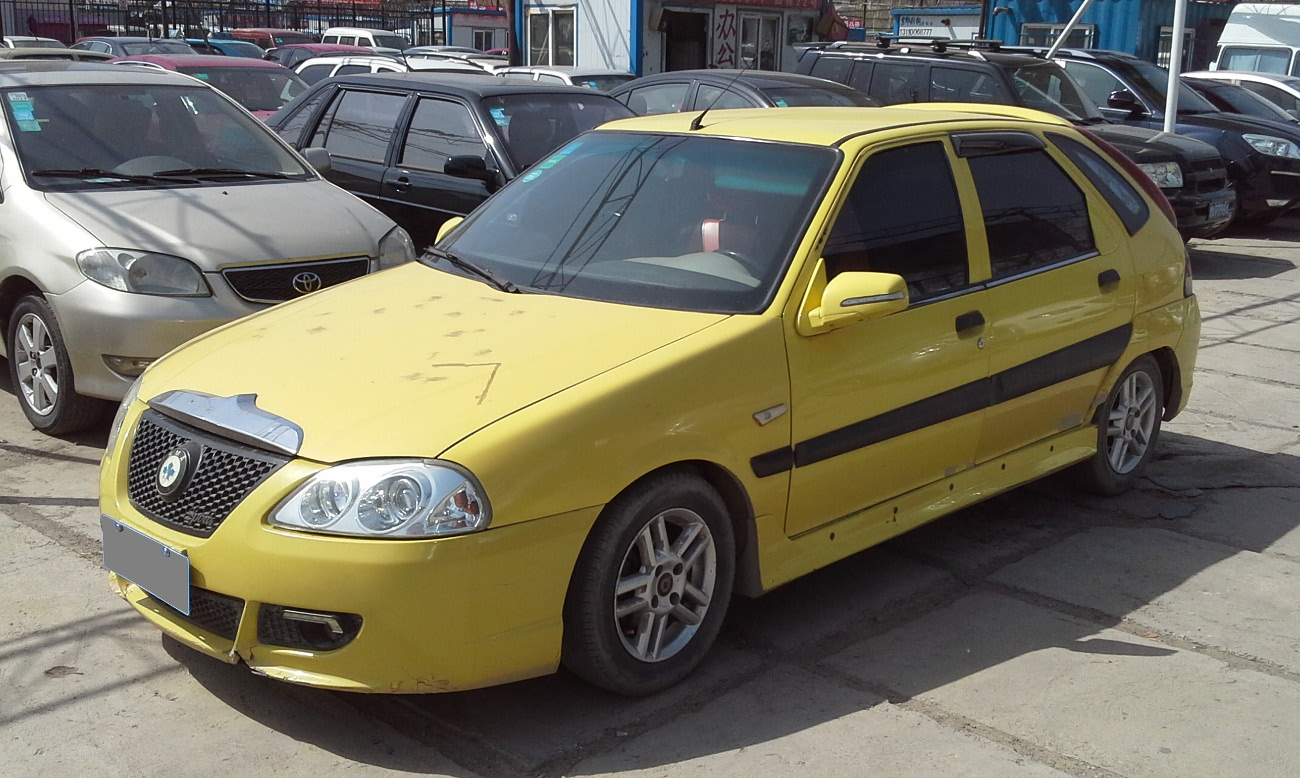
華普海迅掀背車
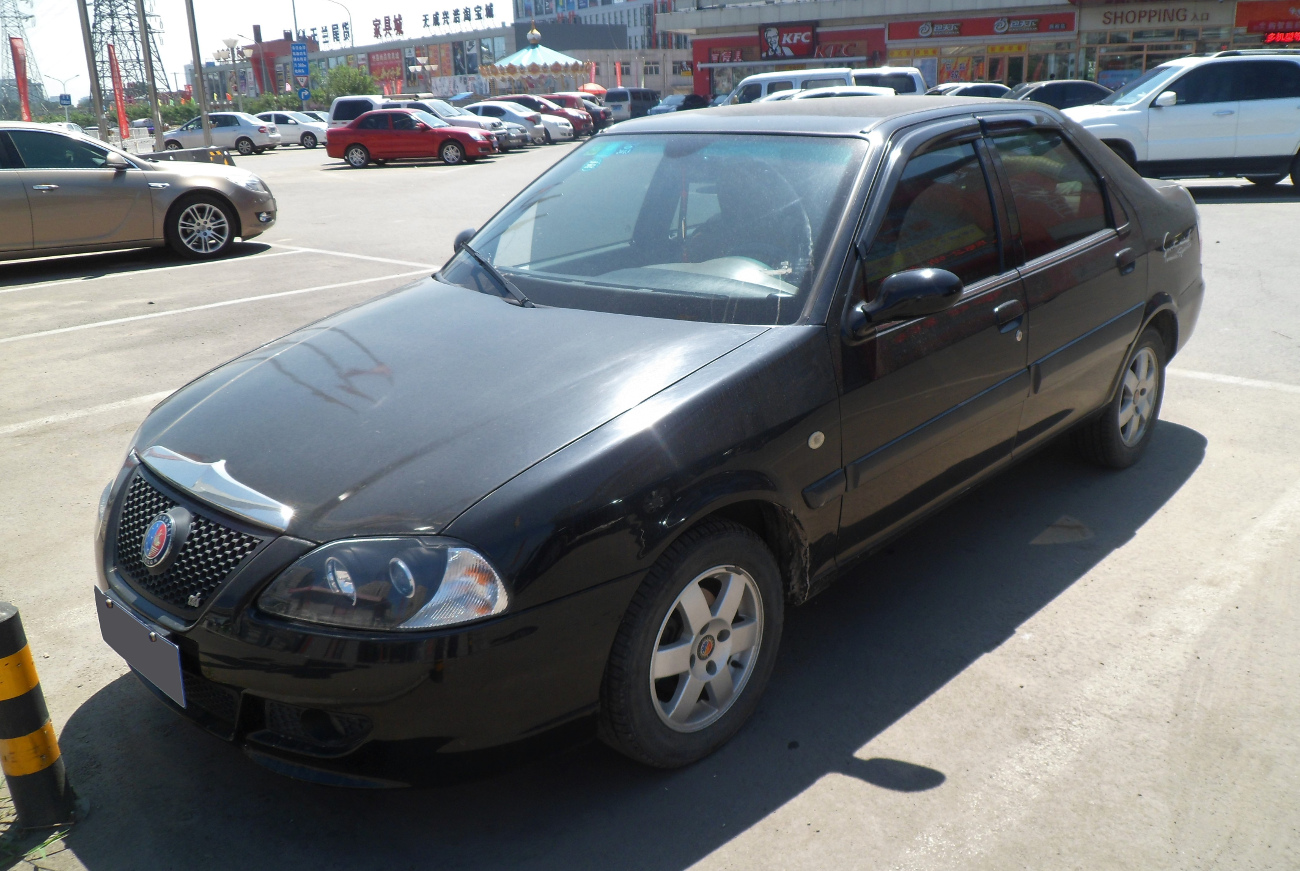
華普海迅轎車
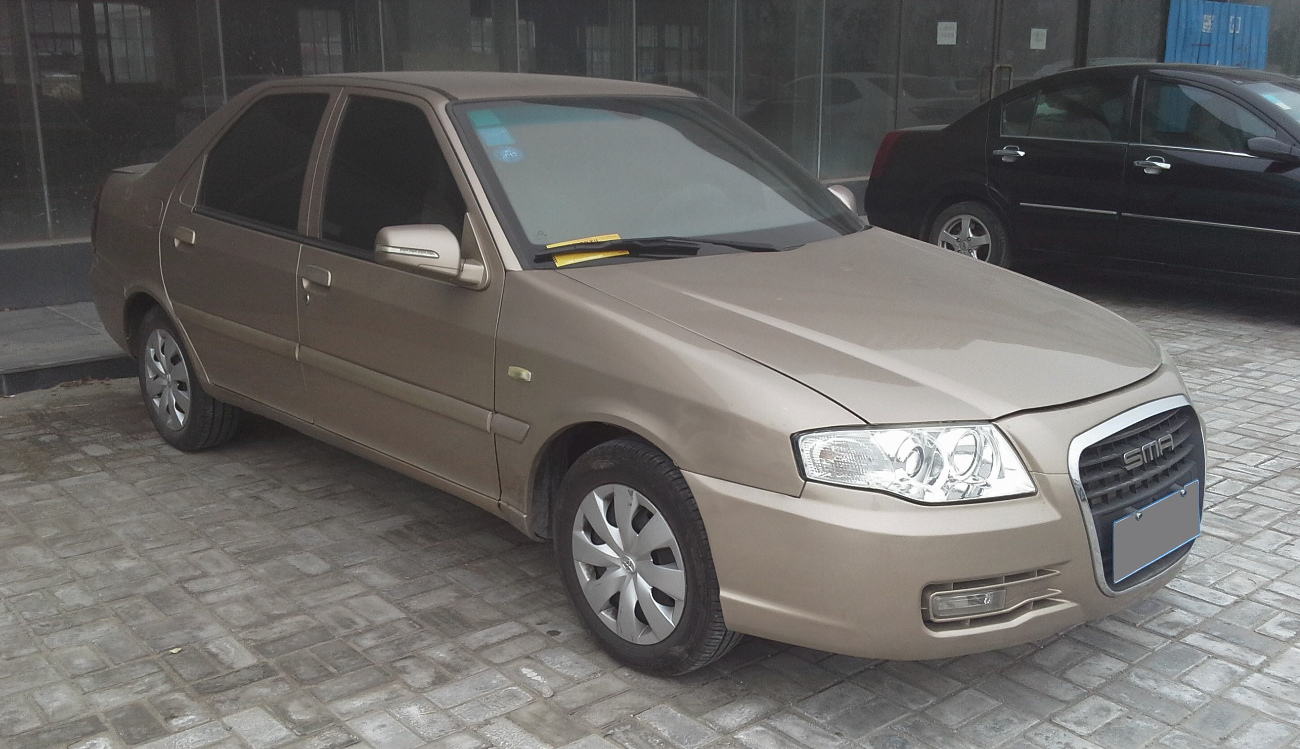
華普海炫
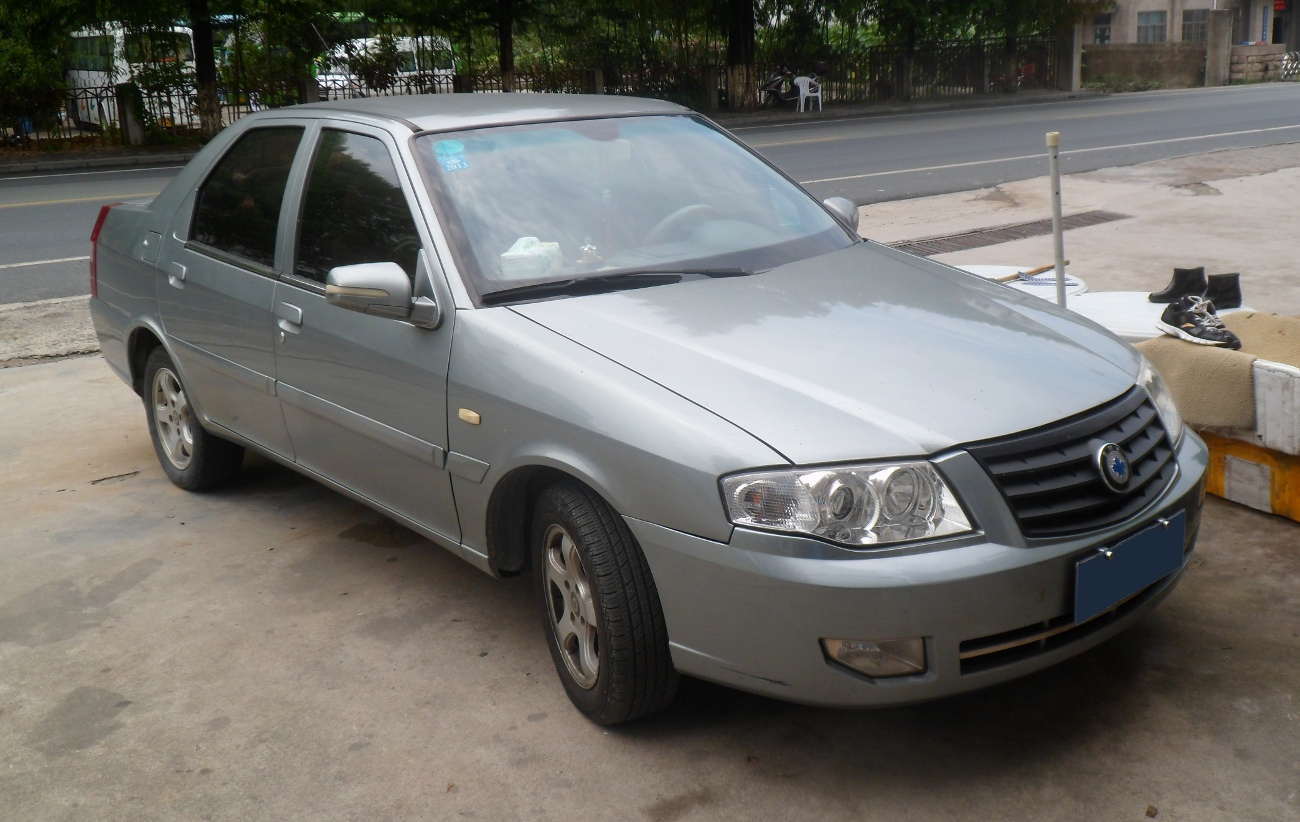
華普海峰